# Марк Антуан Шарпантьє
Марк Антуан Шарпантьє (фр. Marc-Antoine Charpentier; 1643, Париж — 24 лютого 1704, Париж) — французький композитор і педагог. Навчався у Дж. Каріссімі в Римі. Був капельмейстером ряду церковних капел. Співпрацював з Мольєром (музика до його комедій-балетів), П'єром Корнелем (музика до його трагедій).
Автор 7 опер, 4 балетів, музики до спектаклів, церковної музики.